# Nematus polaris
Nematus polaris är en stekelart som beskrevs av Holmgren 1883. Nematus polaris ingår i släktet Nematus, och familjen bladsteklar. Arten är reproducerande i Sverige.